# Myrwn
Alex Villarejo (Badalona, 13 de juny de 2003) més conegut pel seu sobrenom Myrwn, és un jugador català professional de l'eSport League of Legends. A data de 2025, juga com a "top laner" per l'equip Movistar KOI.
Myrwn va debutar al com a jugador professional amb l'equip Astralis Strombringers i va jugar en diversos equips de la Superliga de la LVP, com BISONS, Los Heretics i MAD Lions abans de ser promocionat, el gener de 2024, a l'equip de la LEC de l'organització, MAD Lions KOI, on juga en la posició de toplane.